# トム・オースティン
トム・オースティン（Tom Austen、1988年9月15日 - ）は、イギリス出身の俳優。

## 略歴
イングランド・トーントンのクイーンズ・カレッジ（日本の高校に相当）に通った後、ギルドホール音楽演劇学校で演技を学ぶ。2009年のジェーン・カンピオン監督作品『ブライト・スター いちばん美しい恋の詩』の端役で映画デビュー。

## 主な出演作品
- ブライト・スター いちばん美しい恋の詩 Bright Star (2009)
- 恥はかき捨て Shameless (2010) ※テレビシリーズ、シーズン7にゲスト出演
- ブライトン・ロック Brighton Rock (2010) ※クレジットなし
- ドクターズ Doctors (2011) ※テレビシリーズ、シーズン13にゲスト出演
- ボルジア家 愛と欲望の教皇一族 The Borgias (2012) ※テレビシリーズ、シーズン2のみ
- Misfits/ミスフィッツ-俺たちエスパー! Misfits (2012) ※テレビシリーズ、シーズン4にゲスト出演
- 刑事ジョー パリ犯罪捜査班 Jo (2013) ※テレビシリーズ
- レイク・モンスター 超巨大UMA出現! Legendary (2013)
- 名探偵ポワロ「ヘラクレスの難業」 Agatha Christie's Poirot - The Labours of Hercules (2013) ※テレビシリーズ、ゲスト出演
- アイアンクラッド ブラッド・ウォー Ironclad: Battle for Blood (2014)
- グランチェスター 牧師探偵シドニー・チェンバース Grantchester (2014 - 2017) ※テレビシリーズ
- 埋もれる殺意 〜39年目の真実〜 Unforgotten (2015) ※テレビシリーズ、シーズン1のみ
- The Royals ザ・ロイヤルズ The Royals (2015 - 2018) ※テレビシリーズ
- ビター・ハーベスト Bitter Harvest (2017)